# Anna Blank
Anna Blank (née le 12 janvier 1990) est une athlète russe, spécialiste des épreuves combinées.
Le 16 mai 2014, elle porte son record personnel à 6 067 points à Adler en battant cinq des sept records personnels de l'heptathlon. En mai 2015, toujours à Adler, elle réalise 6 055 points. Le 5 juillet 2015, elle termine 3e de la Coupe d'Europe d'épreuves combinées à Aubagne.